# Nunam Ikua, Aljaska
Nunam Ikua, Aljaska (енгл. Nunam Iqua) град је у америчкој савезној држави Аљаска.

## Демографија
По попису из 2010. године број становника је 187, што је 0 (0,0%) становника више него 2000. године.
| Група             | 2000.    | 2010.     |
| Белци             | 9 (5,5%) | 11 (5,9%) |
| Афроамериканци    | 1 (0,6%) | 0 (0,0%)  |
| Азијати           | 0 (0,0%) | 2 (1,1%)  |
| Хиспаноамериканци | 0 (0,0%) | 0 (0,0%)  |
| Укупно            | 164      | 187       |